# Эбен, Жан-Франсуа
Жан-Франсуа Эбен (нем. Johann Franz Oeben, фр. Jean-François Oeben, 9 октября 1721, Хайнсберг, Северный Рейн-Вестфалия — 21 января 1763, Париж) — французский мастер-мебельщик. Родом из Германии, большую часть жизни проработал в Париже при дворе короля Людовика XV. Его внуком по материнской линии был знаменитый живописец Эжен Делакруа.

## Биография
Жан-Франсуа Эбен вначале обучался скульптуре, слесарному и токарному делу. В Париж он прибыл в период между 1742 и 1745 годами. Сначала Эбен работал свободным мастером в предместье Сент-Антуан. В Париже он выгодно женился в 28 июля 1749 года на Франсуазе-Маргарите Вандеркруз, дочери мастера-мебельщика Роже Вандеркруза, известного под псевдонимом Лакруа или Ла Круа.
В 1751—1754 годах Жан-Франсуа Эбен работал в качестве компаньона в мастерской Шарля-Жозефа Буля, сына выдающегося мастера Андре-Шарля Буля, затем организовал собственную мастерскую в галерее Лувра, предоставленной ему Булем, а также на мануфактуре Королевской меблировки (мануфактуре Гобеленов). После кончины Буля в 1754 году унаследовал его мастерскую и благодаря покровительству мадам де Помпадур стал «королевским мебельщиком» (ébéniste du Roi). «Эбенистами» называли мастеров, работавших с дорогими породами чёрного и красного «заморского» дерева (фр. ébène — чёрное дерево). Это узаконивало Эбена как иностранца и давало возможность заниматься ремеслом под защитой цеховых правил Франции. Звание «королевского эбениста» первым в 1672 году получил Андре-Шарль Буль, который использовал самые разные и необычные материалы. Простых столяров именовали «menuisier» (мелочёвщиками). Вопреки сходству слов термин «эбенист» не связан с происхождением фамилии «Эбен».
Жан-Франсуа Эбен прославился как создатель оригинальных конструкций мебели с хитроумными потайными механизмами (сказалось его обучение слесарному делу) и как один из авторов переходного стиля от рококо к строгим формам с прямыми линиями и углами, предвосхищающими неоклассицизм времени Людовика XVI. Он использовал фанеровку ценными породами дерева, технику маркетри, накладные бронзовые детали. Его главной заказчицей была маркиза де Помпадур.
Эпоха Просвещения дала развитие эпистолярному жанру, и секретеры стали популярным предметом мебели среди состоятельных парижан. Кроме того так сложилось, что наиболее известные и умелые мастера-мебельщики, поставщики французского двора, были по происхождению немцами или голландцами протестантского вероисповедания. В семьях мастеров-протестантов традиционно сохранялась высокая культура работы в ремесленных мастерских, но в то время в Германии возникали сложности для вступления в гильдии мастеров.
Самое знаменитое произведение Эбена — цилиндрическое «бюро Людовика XV» (фр. Bureau du Roi), начатое в 1760 году по рисунку Жан-Клода Дюплесси и законченное Жан-Анри Ризенером в 1769 году. Бюро с цилиндрической крышкой украшено маркетри, вызолоченными бронзовыми деталями и плакетками севрского фарфора. До настоящего времени оно экспонируется во «Внутреннем кабинете короля» в Версале.
Жан-Франсуа Эбен работал вместе с братом Симоном-Франсуа Эбеном (ок. 1725, Хайнсберг — 1786, Париж), его сотрудником с 1754 года и директором мануфактуры Гобеленов, который женился на другой сестре мастера Вандеркруза. Младшая сестра Жана-Франсуа Эбена Мари-Катрин с 1759 года была замужем за мебельщиком Мартеном Карленом, который также работал вместе с Эбеном, в частности, по заказам королевы Франции Марии-Антуанетты, супруги Людовика XVI в стиле неоклассицизма. Они выпускали мебель, используя рисунки Ж.-П. Кове, подлинные китайские панно и плакетки севрского фарфора.
После смерти Эбена его супруге достались большие долги. Но многие знатные парижане были сами должны вдове Эбена. Среди них были герцог Бургунский, герцог Ришельё, его высочество де Полми д’Аржансон, маркиза де Помпадур, принц де Субиз, герцог д’Омонт, герцог Шуазель, герцог де ля Вальер, супруга маршала де Лотрека.
После кончины Ж.-Ф. Эбена его вдова вышла замуж за Жана-Анри Ризенера, который использовал печать Эбена до тех пор, пока в 1768 году сам не получил звание мастера. Учениками Эбена Старшего считаются Ж.-А.Ризенер, М. Карлен и Ж.-Ф. Лелё. Один из коллежей двенадцатого округа Парижа назван в честь мастера Жана-Франсуа Эбена.

## Изделия мастерской Ж.-Ф. Эбена
- Бюро. Ок. 1770 г. Музей Конде, Дворец в Шантийи
- Письменный и туалетный столик с откидывающейся крышкой. 1762—1768. Рейксмюсеум, Амстердам
- Секретер. 1754—1756. Резиденция, Мюнхен
- «Механический стол». 1761 – 1763. Метрополитен-музей, Нью-Йорк
- Столик с цветочным маркетри. 1754—1757. Резиденция, Мюнхен